# Saint-Narcisse-de-Beaurivage
| Paroisse de Saint-Narcisse-de-Beaurivage |                        |
|                                          |                        |
| Coordenadas: 46°29' N 71°14'W            |                        |
| Província                                | Quebec                 |
| Região administrativa                    | Chaudière-Appalaches   |
| Incorporado em                           | 1 de maio 1874         |
| Prefeito                                 | Denis Dion             |
| Código postal                            | G0S 1W0                |
|                                          |                        |
| Área                                     |                        |
| - Cidade                                 | 60,8 km², 23,5 mi²     |
| Fuso horário                             | UTC -5                 |
| População (2006)                         |                        |
| - Cidade                                 | 1.082                  |
| - Densidade                              | 18 hab/km², 46 hab/mi² |

Saint-Narcisse-de-Beaurivage é uma freguesia canadense da Regionalidade Municipal de Lotbinière, Quebec, localizado na região administrativa de Chaudière-Appalaches. Em sua área de pouco mais de sessenta quilómetros quadrados, habitam cerca de mil pessoas.É nomeado em homenagem ao Bispo Narciso de Jerusalém e do benfeitor Narcisse Dionne.
A economia é fortemente baseada na indústria agrícolas e na prestação de serviços para a mesma. Apesar de uma população cada vez mais idosa, o declínio demográfico, parece diminuir ao mesmo tempo do desenvolvimento de uma nova zona residencial a leste da freguesia.

## Cultura
A cada verão é realizada no município o muito popular Festival do Gárgula. Várias atividades são oferecidas, incluindo corrida de demolição, de tratores e muito mais.
O município possui uma biblioteca, um centro de esportes, um teatro, um centro de juventude, piscina, campo de futebol, um campo de beisebol e muitos clubes desportivos. O projeto de uma arena está atualmente em estudo

## Economia
A economia de Saint-Narcisse está concentrada na agricultura e nos serviços.
Bernard Breton inc. e La Coop Seigneurie são os dois principais empregadores da freguesia.

## Geografia
O código postal de todo o freguesia é G0S 1W0. Sendo as ruas mais importantes:
- Urbanas: Rue Principale, Rue Saint-Louis, Rue de l'École, Rue Camiré, Rue Larochelle, Rue Lamontagne, Rue Demers, Rue Bélanger, Rue Moore, Rue Genest, Rue Curé Beaumont, Rue curé Roy, Rue Saint-Anne, Rue Saint-Jaques, Rue Saint-Francois.
- Rurais: Rang Sainte-Anne, Rang Saint-Thomas, Rang Saint-Michel, Rang Saint-Joseph, Route Saint-Michel, Route Iberville, Rang Sainte-Hélène, Rang Saint-Aimé.

## História recente
Em 2002, o município iniciou a grande modernização das infra-estruturas municipais com um projeto de mais de 5 milhões de dólares financiados pelos três níveis de governo. Com sua boa Infra-Estrutura Hídrica Saint-Narcisse tem uma moderna rede de esgotos e estação de tratamento de águas residuais. O projeto impressionante também contribuiu para a criação de uma nova área residencial na rue Bélanger e uma zona industrial situada a cerca da rue Moore.

## Política municipal
O prefeito de Saint-Narcisse é o senhor Denis Dion. Nas eleições municipais de 2005, seis vereadores foram eleitos: Anthony Audesse, Henry Blaney, Réal Boucher, Kevin Blaney, Norbert Drapeau e Yves Joly. Anthony Audesse foi substituído em 2006 por Sebastien Duclos. Nas eleições municipais de 2009, Denis Dion foi eleito sem oposição, assim como os seis outros candidatos. O novo conselho é formado por Sylvie Vachon, Marie-Pierre Poulin, Johnny Gagnon, Norbert Drapeau, Réal Boucher e Yves Joly.
O deputado Jacques Gourde nasceu em Saint-Narcisse.

## Curiosidades
Em 26 de agosto de 1972, cinco dias depois escapar da prisão de Saint-Vincent-de-Paul em Laval, Quebec, o notório criminoso francês Jacques Mesrine e seu cúmplice de Quebec Jean-Paul Mercier, roubaram o Caisse Populaire de Saint-Narcisse-de-Beaurivage. Dez minutos mais cedo, eles haviam roubado a Caisse de Saint-Bernard, para um total de vinte e seis mil dólar-es roubados no final do dia.